# پایلت مووند (آیووا)
پایلت مووند (به انگلیسی: Pilot Mound) شهری در ایالت آیووا کشور ایالات متحده آمریکا است که جمعیت آن در سرشماری سال ۲۰۱۰ میلادی، ۱۷۳ نفر بوده‌است.